# Negasilus platyceras
Negasilus platyceras är en tvåvingeart som först beskrevs av James Stewart Hine 1922.  Negasilus platyceras ingår i släktet Negasilus och familjen rovflugor. Inga underarter finns listade i Catalogue of Life.